# Alta King
Ne doit pas être confondu avec Allyn King.
Pour les articles homonymes, voir King.
Alta L. King (21 mars 1899 - mars 1981) est une danseuse et chanteuse de comédie musicale et  Ziegfeld Girl américaine.

## Jeunesse
Alta King est née à Barnesville, Minnesota. Elle est la fille de John F. King (1866 – 1939) et d'Alta Mae Kimpton King (1876 – 1956), tous deux nés dans le Wisconsin. Elle a un frère cadet nommé Kenneth. Elle quitte l'école après avoir terminé la 10e année.

## Carrière
La carrière de King commence dans une société par actions à Minneapolis.  
A Broadway, elle apparait dans les Ziegfeld Follies de 1917, ; dans les Ziegfeld Follies de 1919,,, ; dans les Ziegfeld Follies de 1920, ; dans Sally (1920-1922),, où elle est dans le même sextuor de danseurs de Ziegfeld qu'Elizabeth Meehan et Billie Dove; dans Orange Blossoms (1922) et Cinders (1923),. Elle est également dans Ziegfeld Midnight Frolic, sur le toit du New Amsterdam Theatre. Elle est considérée comme ayant « les plus belles jambes de la scène », avec Ann Pennington et Mistinguett. 
Après son mariage, elle donne des récitals en tant que chanteuse soprano.

## Vie privée
King épouse le producteur de comédie musicale anglais Edward Royce Jr. (1870-1964) en 1925,,,. 
En 1940, elle est divorcée, sa profession est répertoriée comme modèle et elle vit à New York.